# التمرد في شمال شرق الهند
التمرد في شمال شرق الهند هو تمرد مسلح ينطوي على الفصائل المسلحة المتعددة التي تعمل في ولايات شمال شرق الهند، والتي ترتبط مع بقية الهند بواسطة ممر سيليجري، وهو شريط ضيق من الأراضي يبلغ طوله 14 ميلا (23 كم). تعمل بعض الفصائل بهدف تأسيس دولة مستقلة بينما يسعى الآخرون لإنشاء حكم ذاتي إقليمي. فيما تطلب بعض الجماعات المتطرفة الاستقلال التام.
يتكون شمال شرق الهند من سبع ولايات (المعروف أيضا باسم السبع ولايات الشقيقة): ولايات أسام، ميغالايا وتريبورا، أروناتشال براديش، ميزورام، مانيبور وناجالاند. التوترات الموجودة هي بين هذه الولايات وبين الحكومة المركزية وكذلك بين أبناء القبائل الأصلية والمهاجرين من مناطق أخرى من الهند. خفت حدة التوترات الإقليمية في أواخر عام 2013، مع قيام الحكومات الهندية بمضاعفة جهودها لرفع مستوى معيشة الناس في هذه المناطق. ومع ذلك، في أواخر 2014، ارتفعت التوترات مرة أخرى كما أطلقت الحكومة الهندية هجوما عسكريا، مما أدى إلى هجوم انتقامي على المدنيين من جانب مقاتلي القبائل. اعتبارا من 1 يناير 2015، تجري أعمالا جهادية في ولايات أسام، مانيبور، ناجالاند وتريبورا.
وكانت نسبة إقبال الناخبين هي 80٪ في الانتخابات العامة الهندية 2014 في جميع الولايات الشمالية الشرقية، وهي أعلى نسبة بين كل ولايات الهند. وتزعم السلطات الهندية أن هذا يدل على إيمان الشعب الشمالي الشرقي بالديمقراطية الهندية. على الرغم من هذا، لا يزال عدد من المنظمات المسجلة كجماعات إرهابية مستمرة في تمردها وتزيد من قوته.

## أروناتشال براديش

### مجلس التحرير الوطني لتانيلاند
مجلس التحرير الوطني لتانيلاند هو نشط على طول أسام – حدود أروناتشال براديش، ويتنمي أعضاؤه إلى مجموعات شعب التاني التي تطالب بإنشاء تانيلاند. مجموعات التاني هي شعب منغولي (شعب مختلف ويعرف أيضا بشعب ميشينغ في أسام وآدي، نيشي، غالو، بانغني، أبا، تاغين وهيل مير في أروناتشال براديش) في الهند ويعرف باسم ليوبا في الصين وهو يعيش على طول حدود الهند.

## أسام
تضم أسام عدة مجموعات مسلحة في السنوات الأخيرة وهي تشتغل في الحدود مع بنغلاديش وبوتان. تشمل الأسباب الرئيسية التحريض على غير الأجانب في عقد 1980، وإثارة التوترات بين قبائل بودو وأسام. صنف التمرد في أسام على أنه نشط جدا. قامت حكومة بنغلاديش بإلقاء القبض وتسليم أكبر القادة والأعلى شأنا في الجبهة المتحدة لتحرير أسوم.

### الجبهة المتحدة لتحرير أسوم
تشكلت الجبهة المتحدة لتحرير أسوم في أبريل 1979 لتأسيس دولة مستقلة في أسام من خلال الكفاح المسلح. في وقت حديث، خسرت المنظمة القادة المعتدلين بعد إلقاء القبض على أغلبهم.

### الجبهة الوطنية الديمقراطية لبودولاند
تشكلت الجبهة الوطنية الديمقراطية لبودولاند في 1989 تحت اسم قوة أمن بودو، وسعت إلى إعطاء حكم ذاتي لمنطقة بودولاند.

### جبهة كاربي لونغري لتحرير تلال شمال كاشار
جبهة كاربي لونغري لتحرير تلال شمال كاشار هي مجموعة مقاتلة مسرح عملياتها هي منطقتي كاربي أنغلونغ وديما هساو في أسام وتأسست في 16 مايو 2004. لها عدة مطالبات وهي بالخصوص لها علاقة بقبائل كاربي، وهدفها المعلن هو إعطاء حق تقرير المصير لشعب كاربي. هذا الهدف هو إلى حد بعيد مشترك مع أهداف الجبهة المتحدة لتحرير أسوم.

### التضامن الشعبي الديمقراطي المتحد
تشكل التضامن الشعبي الديمقراطي المتحد في مارس 1999 مع اندماج منظمتين إرهابيين اثنتين في منطقة كاربي أنغلونغ في أسام هما متطوعي كاربي الوطنيين وجبهة كاربي الشعبية.
في 2004، تمت إعادة تسمية التضامن الشعبي الديمقراطي المتحد (الرافض للمفاوضات) باسم جبهة كاربي لونغري لتحرير تلال شمال كاشار، وأصبح اسم القوات المسلحة هو قوة مقاومة كاربي لونغري لتلال شمال كاشار.
في 2014، حل التضامن الشعبي الديمقراطي المتحد بعد استسلام كل قادته وكوادره.

### ديما هالام داوغا
تأسست ديما هالام داوغا عندما انبثقت عن قوة أمن ديماسا الوطنية، التي أوقفت عملياتها في 1995. انشق رئيس الأركان جيويل غورلوسا وتخلى عن قوة أمن ديماسا الوطنية لينشأ ديما هالام داوغا. بعد اتفاق السلام بين ديما هالام داوغا والحكومة المركزية في عام 2003، تفككت المجموعة إلى حد بعيد، وولدت مجموعة أخرى منبثقة عنها تحت قيادة جيويل غورلوسا. أعلنت هذه المجموعة أن هدفها هو تأسيس دولة ديماراجي لشعب ديماسا في منطقة ديما هساو فقط. ومع ذلك، كان هدف مجموعة منبثقة أخرى هي فصيل نونيسا هو تأسيس نفس الدولة لكن فوق أراضي أخرى تشمل أجزاء من مناطق كاشار، كاربي أنغلونغ وناغوان في أسام وأراضي في منطقة ديمابور في ناجالاند.
حلت المجموعة في 2009 بعد تسليم 193 كادر نفسه للسلطات في 12 سبتمبر 2008 و 171 آخرين في الثالث عشر من نفس الشهر.

### منظمة تحرير كامتابور
هدف منظمة تحرير كامتابور هو نيل انفصال دولة كامتابور. تتكون الدولة المقترحة من ست مناطق في البنغال الغربية وأربع مناطق قريبة من أسام هي كوش بيهار، دارجيلنغ، جالبيغوري، شمال وجنوب ديناجبور ومالدا في البنغال الغربية وكوكراجهار، بونغايغوان، دهوبري وغولبارا في أسام. تأسست منظمة تحرير كامتابور في البداية كمنظمة سرية لحل مشاكل شعب كوش راجبونغشي والتي أهمها البطالة، نقل ملكية الأراضي وفصلها عن أصحابها، الاستخفاف المتعمد باللغة الكامتابورية، الهوية والحرمان من المنافع الاقتصادية.

## مانيبور

### جبهة التحرير الوطني المتحدة
تأسس أول فصيل انفصالي وهو جبهة التحرير الوطني المتحدة في 24 نوفمبر 1964.

### جيش تحرير مانيبور الشعبي، حزب كانغليباك الشعبي الثوري وحزب كانغليباك الشيوعي
بين 1977 و 1980، تأسس جيش تحرير مانيبور الشعبي، حزب كانغليباك الشعبي الثوري وحزب كانغليباك الشيوعي، وانضموا فورا إلى التمرد.

## ناجالاند
أنشأت ناجالاند في 1963 وأصبحت الولاية رقم 16 في الاتحاد الهندي، وكانت قبل هذا منطقة في أسام. صنفت الجماعات المتمردة على أنها نشيطة في المطالبة بالاستقلال الكامل. كان مجلس ناجا الوطني هو الجماعة رقم 1 وكان قد اشتغل من 1947 من 1956 كجماعة سرية.

### المجلس الاشتراكي الوطني لناجالاند
تم تشكيل المجلس الاشتراكي الوطني لناجالاند في 1980 لتأسيس ناجالاند العظمى، التي تشمل أجزاء من مانيبور، ناجالاند وتلال شمال كاشار (أسام). انقسم المجلس الاشتراكي الوطني لناجالاند في 1988 إلى مجموعتين اثنتين هما المجلس الاشتراكي الوطني لناجالاند والمجلس الاشتراكي الوطني لناجالاند–خابلانك. في 2015، عقدت كلتا المجموعتين هدنة لوقف إطلاق النار مع الحكومة الهندية.

### المجلس الاشتراكي الوطني لناجالاند–خابلانك
المجلس الاشتراكي الوطني لناجالاند–خابلانك هو الفصيل الثاني الذي لديه نفس هدف إنشاء ناجالاند العظمى، وقد تأسس في 1988.

## تريبورا
برزت الجماعات المتمردة في تريبورا في نهاية عقد 1980، وفاقت التوترات العرقية بين المهاجرين البنغال وسكان القبائل الأصلية نظيراتها في السابق، والتي جاءت من أجزاء أخرى من الهند وبنغلاديش المجاورة، والتي أدت إلى اعتبار الأقلية مهددة اقتصاديا، اجتماعيا، ثقافيا؛ أدى هذا إلى المطالبة بشدة بحماية حقوق القبيلة والثقافات. لكن كانت هناك حالة يأس، أدت بالتأكيد إلى كراهية وعدم ثقة، وبالتالي، أصبح الوضع جد خطير.

### الجبهة الوطنية لتحرير تريبورا
تأسست الجبهة الوطنية لتحرير تريبورا في مارس 1989.

### قوة النمر لكل تريبورا
تأسست قوة النمر لكل تريبورا من قبل القبائل المحلية الأصلية في 1990، والتي قامت تدريجيا بطريقة مباشرة وغير مباشرة، بتهديد البقية اقتصاديا وثقافيا، على الرغم من أنهم لا يتحدثون نفس لغتهم ليتم استعابهم كسكان أقلية وهم السكان الأصليون؛ هدف هؤلاء الأفراد هو طرد كل المهاجرين المتحدثين باللغة البنغالية لإرجاعهم إلى الهند وبنغلاديش المجاورة.